# علی محزون
علی محزون با نام تولد علی افسرمنش متولد سال ۱۳۰۴ در تهران است.
او فعالیت هنری را با بازی در تئاتر از سال ۱۳۲۳ با نمایش «تاریخ مفقود» در تئاتر فرهنگ شروع کرد و با توجه به علاقه، استعداد و پشتکار فراوانی که داشت به بازیگری صاحب نام در تئاتر و سینما تبدیل شد. تعدادی از نمایش‌های وی عبارتند از: «اسرار حرم»، «حافظ»، «امیرکبیر»، «شاهزاده خانم هامبورگ»، «کی به کیه»، «در آغوش لیره»، «دختر ولگرد»، «معشوقهٔ قلابی»، «عشق پرنسس»، «توسکا»، «رقیب»، «سه عروس در یک شب»، «عاشق گیج»، «پیش از شب زفاف»، «میشل استروگف»، «چک بی محل»، «برای شرف».
فعالیت در سینما را از سال ۱۳۳۱ با ایفای نقش در فیلم «زنده باد خاله» آغاز کرد. از سال ۱۳۴۶ به فعالیت در رادیو نیز مشغول شد.
علی محزون علاوه بر بازیگری فعالیت‌های دیگری را نیز انجام داد از جمله نویسندگی فیلم نامه و کارگردانی. وی تا آخرین سال اقامتش در ایران همچنان در سینما فعال بود. هر چند بعد از انقلاب دیگر پیش نیامد که نقش اول فیلمی را بازی کند اما به هر حال به عنوان بازیگری با تجربه همچنان مورد توجه فیلمسازان. او در فیلم بازجویی یک جنایت نقش دو برادر را به‌طور همزمان بازی کرد و بازیش در این فیلم برای تماشاگران و منتقدان قابل تحسین بود، چیزی که از یک بازیگر موفق تئاتر انتظار می‌رفت. آخرین حضور وی در سینمای ایران در فیلم تیغ و ابریشم در سال ۱۳۶۵ به کارگردانی مسعود کیمیایی بود. وی پس از بازی در این فیلم همراه با خانواده اش از ایران رفت.

## فیلمشناسی

### کارگردان
- ۱ - چادرنشین‌ها (۱۳۴۱)
- ۲ - محکوم بی‌گناه (۱۳۳۲)

### نویسنده
- ۱ - محکوم بی‌گناه (۱۳۳۲)

### بازیگر
- ۱ - گنج (۱۳۶۶)
- ۲ - تیغ و ابریشم (۱۳۶۴)
- ۳ - ستاره دنباله‌دار (۱۳۶۴)
- ۴ - پایگاه جهنمی (۱۳۶۳)
- ۵ - زائر خلف (۱۳۶۳)
- ۶ - مشت (۱۳۶۳)
- ۷ - بازجویی یک جنایت (۱۳۶۲)
- ۸ - دادشاه (۱۳۶۲)
- ۹ - مرگ سفید (۱۳۶۲)
- ۱۰ - بازرس ویژه (۱۳۶۰)
- ۱۱ - خط قرمز (۱۳۶۰)
- ۱۲ - سفر سنگ (۱۳۵۶)
- ۱۳ - بدکاران (۱۳۵۲)
- ۱۴ - شیر تو شیر (۱۳۵۱)
- ۱۵ - قهرمانان نمی‌میرند (۱۳۴۹)
- ۱۶ - زنی به نام شراب (۱۳۴۶)
- ۱۷ - زیر گنبد کبود (۱۳۴۶)
- ۱۸ - گل‌آقا (۱۳۴۶)
- ۱۹ - بیست سال انتظار (۱۳۴۵)
- ۲۰ - دو انسان (۱۳۴۵)
- ۲۱ - کلید بهشت (۱۳۴۵)
- ۲۲ - چادرنشین‌ها (۱۳۴۱)
- ۲۳ - دختران حوا (۱۳۴۰)
- ۲۴ - مروارید سیاه (۱۳۳۹)
- ۲۵ - ماجرای زندگی (۱۳۳۳)
- ۲۶ - مراد (۱۳۳۳)
- ۲۷ - محکوم بی‌گناه (۱۳۳۲)
- ۲۸ - زنده باد خاله (۱۳۳۱)